# Hunsingoër Landrecht

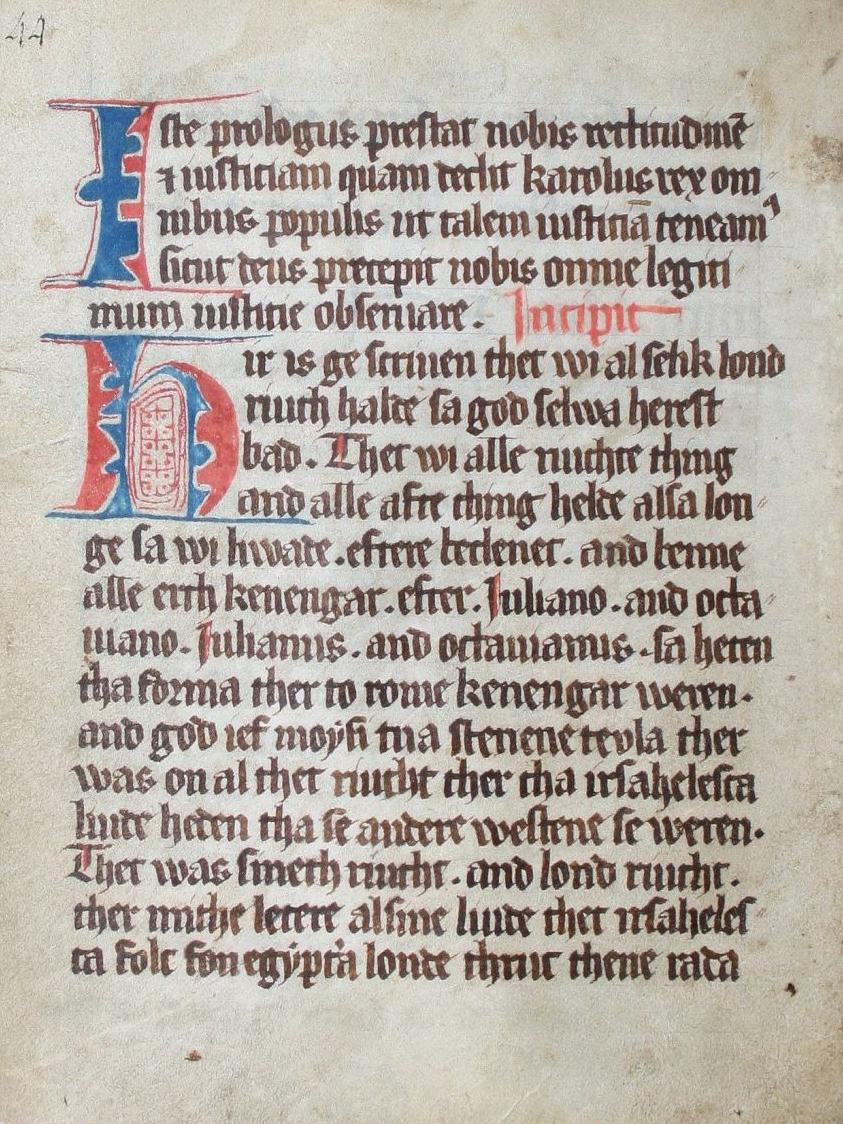
Eerste Hunsingoër Handschrift

Met het Hunsingoër landrecht wordt middeleeuws landrecht bedoeld dat gold in Hunsingo (Groningen). De belangrijkste en oudste bronnen voor het Hunsingoër landrecht zijn twee volledige rechtshandschriften:
- Eerste Hunsingoër Handschrift (Ms. Von Wicht / H1, naar Matthias von Wicht)
- Tweede Hunsingoër Handschrift (Ms. Scaliger / H2, naar Josephus Justus Scaliger)

Beide handschriften bevatten dezelfde rechtsteksten, maar in een andere volgorde. Ze zijn waarschijnlijk uit dezelfde bronnen gekopieerd, in de loop van de 14e eeuw. De handschriften bevatten teksten in zowel het Oudfries als het Latijn. Het Tweede Hunsingoër Handschrift was ooit in het bezit van de Oostfriese geleerde Ubbo Emmius (1547-1625). Er is ook een zijn ook een derde rechtshandschrift bekend, maar hiervan zijn slechts enkele fragementen bewaard gebleven.
Zowel het Eerste als het Tweede Hunsingoër Handschrift wordt bewaard in Leeuwarden, bij archiefinstelling Tresoar. Daar is het onderdeel van de zogenaamde Richthofencollectie, een verzameling van tien Oudfriese en Nedersaksische rechtshandschriften die de Duitse rechtsgeleerde Karl von Richthofen (1811-1888) aankocht in 1858, bij een veiling van boeken van de Leeuwarder jurist Petrus Wierdsma Sr. (1729-1811).